# Trachylepis variegata
Trachylepis variegata este o specie de șopârle din genul Trachylepis, familia Scincidae, descrisă de Peters 1870. Conform Catalogue of Life specia Trachylepis variegata nu are subspecii cunoscute.

## Galerie

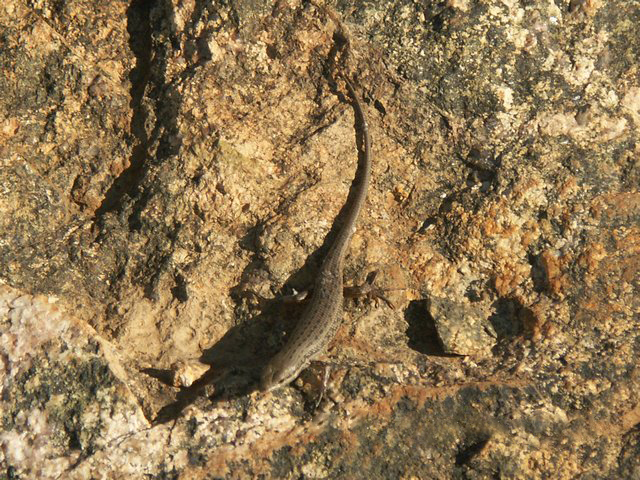